# تامی بل (بازیکن فوتبال، زاده ۱۹۲۳)
تامی بل (انگلیسی: Tommy Bell; ۳۰ دسامبر ۱۹۲۳ – ۲۱ نوامبر ۱۹۸۸) بازیکن فوتبال اهل بریتانیا بود.
از باشگاه‌هایی که در آن بازی کرده‌است می‌توان به باشگاه فوتبال گلوسوپ نورث اند، باشگاه فوتبال اولدهام اتلتیک، باشگاه فوتبال استوک‌پورت کانتی، باشگاه فوتبال چورلی، و باشگاه فوتبال اشتون یونایتد اشاره کرد.